# (7557) 1982 FK3
(7557) 1982 FK3 (1982 FK3, 1978 EN8, 1986 GA3, 1986 GN1) — астероїд головного поясу, відкритий 21 березня 1982 року.
Тіссеранів параметр щодо Юпітера — 3,449.